# Ooperipatellus parvus
Ooperipatellus parvus är en klomaskart som beskrevs av Reid 1996. Ooperipatellus parvus ingår i släktet Ooperipatellus och familjen Peripatopsidae. Inga underarter finns listade i Catalogue of Life.